# Mehmet VI
Mehmet VI 'Vahideddin' (Istanboel, 14 januari 1861 - San Remo, 16 mei 1926) volgde in 1918 zijn broer Mehmet V op als 36e en tevens laatste sultan van het Ottomaanse Rijk. Mehmet VI zou slechts vier jaar als sultan regeren.
Hij was nog maar amper aan de macht toen de westerse geallieerde troepen belangrijke delen van het Osmaanse Rijk bezetten en ook Istanboel binnentrokken. Dat was tegen de zin van de leider van de nationalisten, Mustafa Kemal Pasja (Atatürk). Mehmet VI daarentegen koos uit angst voor de andere Europese grote mogendheden de zijde van de geallieerden. Het steunen van Atatürk zou immers het einde betekenen van het sultanaat. Opvallend detail is dat hij, vlak na de Eerste Wereldoorlog, tijdens het oversteken van de Galatabrug in Istanboel werd bekeurd door een Engelse agent voor het foutief inhalen van een andere auto. Mehmet VI sloot in 1920 het Verdrag van Sèvres, maar dat werd nooit in de praktijk gebracht. 
Toen op 1 november 1922 het sultanaat toch werd afgeschaft, vluchtte Mehmet en zijn familie naar de Britse kolonie Malta. Op uitnodiging van het Koninkrijk Hidjaz verhuisde Vahideddin eind 1922 naar de stad Mekka. Daar verbleef hij tot 20 april 1923. Onder druk van Engeland op het Koninkrijk Hidjaz moest Vahideddin Mekka verlaten. Hierna woonde hij een tijdje in de stad Genua in Italië. Later verhuisde hij naar San Remo, eveneens in Italië, waar hij in 1926 overleed. Hij werd begraven in Damascus in Syrië.
Na het uitroepen van de Turkse republiek was de voormalige Nationalisten-leider Atatürk al staatshoofd van het moderne Turkije. Volgens de officiële geschiedenis die vroeger op scholen werd onderwezen die werd bepaald door de toenmalige regering die toen aan de macht kwam, werd sultan Vahideddin omschreven als een landverrader die collaboreerde met de Britten om zijn eigen sultanaat te redden. Anno 2006 ontstond er in Turkije een discussie over deze stelling. Belangrijke historici, maar ook voormalig minister-president Bülent Ecevit, menen echter dat Vahideddin juist al het mogelijke heeft gedaan om de geallieerde bezetting te beëindigen. Over deze laatste sultan van het Osmaanse Rijk schreef de Nederlandse schrijver Mohamed el-Fers een biografie.